# Lehmbach (Föhrenbach)
Der Lehmbach (auch Mascheider Bach) ist ein rechter Zufluss des Föhrenbachs in der Stadt Schweich in Rheinland-Pfalz.
Er hat eine Länge von 2,9 km und ein Einzugsgebiet von 2,16 km². Die Gewässerkennziffer (GKZ) ist 2671692. Ein rechter Zufluss ist der 0,5 km lange Graben (GKZ 26716924).
Der Bach entspringt nördlich von Schweich nahe der Landesstraße 47 auf 187 m ü. NHN.
Er fließt in südlicher Richtung, unterquert die Moselstrecke und erreicht die Ortslage von Schweich.
Die Straße An der Lehmbach ist nach dem Bach benannt.
Kurz danach mündet er auf 131 m ü. NHN in den Föhrenbach (auch Schweicher Bach).
Der Jüdische Friedhof Schweich liegt am Lehmbach.